# Evile
Evile je anglická thrashmetalová kapela založená v roce 2004 v Huddersfieldu. Své debutové album Enter the Grave vydala v roce 2007.
Přátelé ze školy Matt Drake a Ben Carter začínali v roce 1999 pod názvem Metal Militia a hráli skladby převážně od Metalliky. K nim se připojil Mattův bratr Ol Drake na pozici hlavního kytaristy a baskytarista Mike Alexander. První vystoupení odehráli v Halifaxu.
Mike Alexander zemřel 5. října 2009 v Luleå ve Švédsku na plicní embolii během evropského turné k propagaci alba Infected Nations. V kapele ho ještě tentýž rok nahradil Joel Graham.

## Sestava
- Ol Drake – kytara (2004–2013, 2018–dosud)
- Joel Graham – basová kytara (2009–dosud)
- Ben Carter – bicí (2004–dosud)
- Adam Smith – kytara (2020–dosud)

### Bývalí členové
- Mike Alexander – basová kytara (2004–2009)
- Piers Donno–Fuller – kytara (2014–2018)
- Matt Drake – zpěv, kytara (2004–2020)

## Diskografie
Studiová alba
- Enter the Grave (2007)
- Infected Nations (2009)
- Five Serpent's Teeth (2011)
- Skull (2013)
- Hell Unleashed (2021)
- The Unknown (2023)

EP
- All Hallows Eve (2004)
- Live at Hammerfest (2010)

Dema
- Hell Demo (2006)

Singly
- „Bonus Demos“ (2007)
- „Cemetery Gates“ – Pantera cover (2010)
- „Eternal Empire“ (2011)
- „Cult“ (2011)
- „In Memoriam“ (2012)